# Gold's Gym

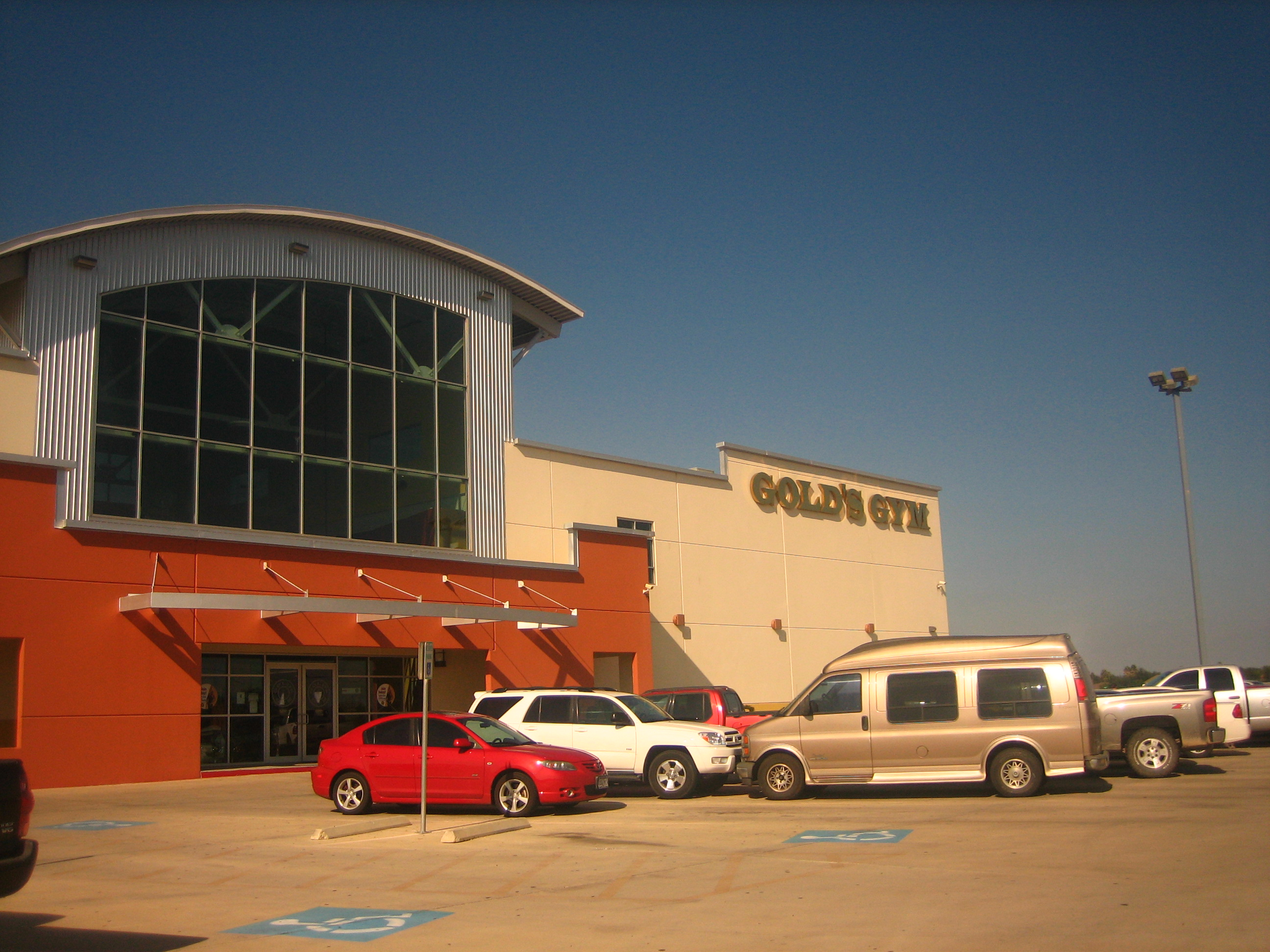
Filial da Gold's Gym em Laredo, Texas.

Gold's Gym International, Inc. é uma rede internacional de academias desportivas (também referidos como ginásios), criada por Joe Gold e localizada em Irving, Texas.